# Мансо I (префект Амальфі)
Мансо I, префект Амальфі (898—914). Отримав владу, імовірно, змістивши префекта Стефана.
У 900 призначив свого сина Мастала співправителем. У 914 зрікся влади та став ченцем монастиря св. Бенедикта, залишивши посаду Масталу, який також був головним суддею.